# Saurauia comitis-rosea
Saurauia comitis-rosea là một loài thực vật có hoa trong họ Dương đào. Loài này được Schult. miêu tả khoa học đầu tiên năm 1953.